# Lista de herdeiros do trono australiano
Esta é uma lista de indivíduos que foram, em dado período de tempo, considerados os herdeiros do trono da Comunidade da Austrália (1770 – presente), em caso de abdicação ou morte do monarca incumbente. Os herdeiros (presuntivos ou aparentes) que, de fato, sucederam ao monarca australiano são representados em negrito.
A lista inclui nobres a partir de 1770, quando o navegador inglês James Cook reivindicou a costa australiana em favor de Jorge I da Grã-Bretanha dando início à colonização britânica da Oceania. A Austrália foi governada como uma colônia britânica sob autoridade direta do monarca britânico até 1900, quando a Rainha Vitória concedeu o Consentimento Real à Lei Constitucional da Comunidade da Austrália de 1900 que, por sua vez, oficializou o processo de Federação da Austrália. Subsequentes reformas parlamentares levaram ao reconhecimento da Austrália como um Domínio britânico em 1907 e um Estado monárquico soberano em 1939. Entretanto, a Austrália e os demais Reinos da Comunidade das Nações compartilham o mesmo Soberano Britânico o que torna automaticamente os herdeiros aparentes ao trono britânico também herdeiros aparentes ao trono australiano.

## Herdeiros ao trono australiano
| Monarca      | Herdeiro                             | Condição            | Relação com o monarca | Período                | Período                |
| ------------ | ------------------------------------ | ------------------- | --------------------- | ---------------------- | ---------------------- |
| Jorge III    | Eduardo, Duque de Iorque             | Herdeiro presuntivo | Irmão                 | 29 de abril de 1770    | 12 de agosto de 1762   |
| Jorge III    | Jorge, Príncipe de Gales             | Herdeiro aparente   | Filho                 | 12 de agosto de 1762   | 29 de janeiro de 1820  |
| Jorge IV     | Frederico, Duque de Iorque           | Herdeiro presuntivo | Irmão                 | 29 de janeiro de 1820  | 5 de janeiro de 1827   |
| Jorge IV     | Guilherme, Duque de Clarence         | Herdeiro presuntivo | Irmão                 | 5 de janeiro de 1827   | 26 de junho de 1830    |
| Guilherme IV | Princesa Alexandrina Vitória de Kent | Herdeira presuntiva | Sobrinha              | 26 de junho de 1830    | 20 de junho de 1837    |
| Vitória      | Ernesto Augusto de Hanôver           | Herdeiro presuntivo | Tio                   | 20 de junho de 1837    | 21 de novembro de 1840 |
| Vitória      | Vitória, Princesa Real               | Herdeira presuntiva | Filha                 | 21 de novembro de 1840 | 9 de novembro de 1841  |
| Vitória      | Alberto Eduardo, Príncipe de Gales   | Herdeiro aparente   | Filho                 | 9 de novembro de 1841  | 22 de janeiro de 1901  |
| Eduardo VII  | Jorge, Príncipe de Gales             | Herdeiro aparente   | Filho                 | 22 de janeiro de 1901  | 6 de maio de 1910      |
| Jorge V      | Eduardo, Príncipe de Gales           | Herdeiro aparente   | Filho                 | 6 de maio de 1910      | 20 de janeiro de 1936  |
| Eduardo VIII | Alberto, Duque de Iorque             | Herdeiro presuntivo | Irmão                 | 20 de janeiro de 1936  | 11 de dezembro de 1936 |
| Jorge VI     | Isabel, Duquesa de Edimburgo         | Herdeira presuntiva | Filha                 | 11 de dezembro de 1936 | 6 de fevereiro de 1952 |
| Isabel II    | Carlos, Príncipe de Gales            | Herdeiro aparente   | Filho                 | 6 de fevereiro de 1952 | 8 de setembro de 2022  |
| Carlos III   | Guilherme, Príncipe de Gales         | Herdeiro aparente   | Filho                 | 8 de setembro de 2022  | Incumbente             |